# Hell (filme)
Hell é um filme pós-apocalítico coproduzido pela Alemanha e Suíça em 2011, dirigido por Tim Fehlbaum em sua estreia na direção. Foi lançado no dia 22 de setembro de 2011.